# 6345 Hideo
6345 Hideo este un asteroid din centura principală de asteroizi.

## Descriere
6345 Hideo este un asteroid din centura principală de asteroizi. A fost descoperit pe 5 ianuarie 1994 la Kitami de Kin Endate și Kazuro Watanabe. El prezintă o orbită caracterizată de o semiaxă mare de 3,14 ua, o excentricitate de 0,09 și o înclinație de 7,3° în raport cu ecliptica.